# Habronestes pictus
Habronestes pictus är en spindelart som först beskrevs av Ludwig Carl Christian Koch 1865.  Habronestes pictus ingår i släktet Habronestes och familjen Zodariidae. Inga underarter finns listade i Catalogue of Life.